# NAPA Pièces d'auto 200
Le NAPA Pièces d'auto 200 présenté par Dodge (anglais : NAPA Auto Parts 200 Presented by Dodge) est une course de NASCAR en série Nationwide qui a eu lieu chaque année de 2007 à 2012, sur le circuit Gilles-Villeneuve de Montréal, au Québec.

## Vainqueurs
- 2012 : Justin Allgaier
- 2011 : Marcos Ambrose
- 2010 : Boris Said
- 2009 : Carl Edwards
- 2008 : Ron Fellows
- 2007 : Kevin Harvick